# هيرمان فريزون
هيرمان فريزون (بالهولندية: Herman Frison)‏ ولد بتاريخ 16 أبريل 1961 في بلجيكا، هو دراج بلجيكي سابق في صنف سباق الدراجات على الطريق.

## سجل النتائج

### سباقات أو مراحل فاز بها
- طواف فرنسا

## وصلات خارجية
- الموقع الرسمي

## روابط خارجية
- هيرمان فريزون على موقع أرشيف الدراجات (الإنجليزية)
- هيرمان فريزون على موقع إحصائيات الدراجات الإحترافية (الإنجليزية)
- هيرمان فريزون على موقع CycleBase (الإنجليزية)